# نوک‌سرخ
نوک‌سرخان (نام علمی: Phaethontidae) تیره‌ای از پرندگان است که تنها تیرهٔ عضو راستهٔ نوک‌سرخ‌سانان (Phaethontiformes) به‌شمار می‌رود. این تیره تنها دارای یک سرده و سه گونه است و در گذشته در راستهٔ سقامرغ‌سانان طبقه‌بندی می‌شد. اعضای این تیره در کرانه‌های اقیانوسها زندگی و تولید مثل می‌کنند. آن‌ها در هوا درجا بال‌زنی می‌کنند و پس از دیدن طعمه به سوی آب شیرجه می‌روند.
تیره نوک‌سرخان دارای سه گونهٔ زیر است:
- نوک‌سرخ دریایی، Phaethon aethereus
- نوک‌سرخ دم‌سرخ، Phaethon rubricauda
- نوک‌سرخ دم‌سفید، Phaethon lepturus